# Zagorska Sela
Zagorska Sela falu és község Horvátországban Krapina-Zagorje megyében. Közigazgatásilag Bojačno, Bratkovec, Brezakovec, Gornji Škrnik, Harina Žlaka, Ivanić Miljanski, Kuzminec Miljanski, Luke Poljanske, Miljana, Plavić, Poljana Sutlanska és Pušća falvak tartoznak hozzá.

## Fekvése
Krapinától 20 km-re délnyugatra a Horvát Zagorje északnyugati részén a Szutla folyó völgyében, a szlovén határ mellett fekszik.

## Története
A régészeti leletek tanúsága szerint a Sutla völgyében már a kőkorszakban is éltek emberek. Ezt bizonyítja az a két kőbalta, melyeket Miljana határában, illetve Špičakon találtak. A bojačnoi 17. századi Szent Márton kápolna közelében fekvő Špičak lelőhelyen volt a vidék legjelentősebb történelem előtti települése.
Zagorska Sela egyike az ország legrégibb plébániáinak, melynek templomát már 1334-ben említi Ivan zágrábi főesperes a zágrábi káptalan helyzetéről írott oklevelében. A mai plébániatemplomot 1691-ben építették a régi templom alapjain. A község területén egykor számos nemesi kúria is állt, melyek azonban mára nem maradtak fenn. A település első iskolája 1829-ben nyílt meg, alapítása Mirko Pendelin plébános nevéhez fűződik. Az iskolát 1974-ben földrengés rongálta meg, azóta az itteni gyerekek Kumrovecre járnak iskolába. A templomot 1862-ben megújították. A község 1886-ban alakult meg, akkor Varasd vármegye Klanjeci járásához tartozott. 
A településnek 1857-ben 454, 1910-ben 585 lakosa volt. Trianonig Varasd vármegye Klanjeci járásához tartozott. 1955 és 1993 között Klanjechez tartozott, 1993-óta újra önálló község. A megye legkisebb községének számít, melynek területe a megye területének 2 százalékát, lakossága pedig csak  mindössze az összlakosság 0,9 százalékát teszi ki. 2001-ben a falunak 248,  a községnek összesen 1197 lakosa volt. 2004-ben a szomszédos szlovén Podčetrtek községgel együtt megalapították a Sutla-völgyi turisztikai övezetet, mely célul tűzte ki a térség fejlesztését, a lakosság megfelelő életkörülményeinek biztosítását, a táj és a környezet védelmét.

## Nevezetességei
Alexandriai Szent Katalin tiszteletére szentelt plébániatemploma 1691-ben épült a középkori plébániatemplom alapjain. 1829-ben toronysisakját a zágrábi székesegyház régi toronysisakjához hasonlóra építették át, külseje a 19. század közepén nyerte el mai formáját, a templomot 1858-ban szentelték újra. A főoltár felett látható Szent Katalin faszobrot 1694-ben vásárolta a plébánia. A szószék barokk szobrai Szent Katalin, Szent Péter és Szent Pál az 1748-ban készített régi szószékről valók. Az orgona a 19. század közepén készült. A Fájdalmas Szűzanya oldalkápolnája 1742-ben épült a Branjug család ajándékaként.
A Poklek-kastély téglalap alaprajzú, egyemeletes ház, amelyet park vesz körül. Barokk stílusjegyeivel a 18. századi kúriák csoportjába tartozik, bár a falak szerkezete alapján szerint még korábbra is keltezhető. A főhomlokzat és az udvar hátsó része sík és aszimmetrikus formájú, míg az oldalhomlokzatok ritmikusak, három ablaktengellyel rendelkeznek. A homlokzat egyetlen építészeti dísze a sekélyen profilozott ablakkeret, hangsúlyosabb ablakpárkányokkal. Az épület részben alá van pincézve. Az alagsor boltíves, sekély dongaboltozattal, csonka boltozatokkal. A vidéki jelleg és a magas kultúra tükröződik a szobák elrendezésében: a legreprezentatívabbak hátul helyezkednek el, széles kilátással a környező lejtőkre és a Szutla völgye felé tartó enyhe lejtőkre.
A régi iskola épülete a 19. század végén épült, téglalap alaprajzú épület. Stílusa a kor építészeti hagyományainak fele meg. A belső tér a folyosó központi tengelye köré van kialakítva, amely összeköti a homlokzatokat és a hátsó részeket. A földszinten volt az egyik oldalon a tanár lakása, a folyosó másik oldalán pedig egy tágas tanterem. Az emeleten két tanterem volt. A főhomlokzatot és az ablakokat historizáló profilok, a földszinti sarkokat pedig saroknégyszögek motívumai díszítik. Az épület mögött egy kis melléképület található.

## Külső hivatkozások
- Zagorska Sela község hivatalos oldala
- A zagorska selai plébánia honlapja